# أجولفة قاسم
أجوَلفَة قاسم أو (نقحرة: أجوالفا كاسيم) هي مدينة من مدن البرتغال تقع في بلدية سينترا. يبلغ عدد سكانها 81845 نسمة وذلك حسب إحصائيات سنة 2001. يبلغ ارتفاع المدينة عن سطح البحر قرابة 43 متر. تبلغ مساحتها 127 كم².

## أعلام
- ريكاردو سيلفا
- بيبي